# Factory method

Schema logico del Factory method in UML

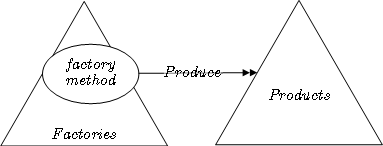
Schema logico del Factory method in LePUS3

Nella programmazione ad oggetti, il factory method è uno dei design pattern fondamentali per l'implementazione del concetto di factory. Come altri pattern creazionali, esso indirizza il problema della creazione di oggetti senza specificarne l'esatta classe. Questo pattern raggiunge il suo scopo fornendo un'interfaccia per creare un oggetto, ma lascia che le sottoclassi decidano quale oggetto istanziare.
La creazione di un oggetto può, spesso, richiedere processi complessi la cui collocazione all'interno della classe di composizione potrebbe non essere appropriata. Esso può, inoltre, comportare la duplicazione di codice, richiedere informazioni non accessibili alla classe di composizione, o non provvedere un sufficiente livello di astrazione. Il factory method indirizza questi problemi definendo un metodo separato per la creazione degli oggetti; tale metodo può essere ridefinito dalle sottoclassi per definire il tipo derivato di prodotto che verrà effettivamente creato.

## Applicabilità
Il pattern factory può essere utilizzato quando:
- La creazione di un oggetto preclude il suo riuso senza una significativa duplicazione di codice.
- La creazione di un oggetto richiede l'accesso ad informazioni o risorse che non dovrebbero essere contenute nella classe di composizione.
- La gestione del ciclo di vita degli oggetti gestiti deve essere centralizzata in modo da assicurare un comportamento coerente all'interno dell'applicazione.

I metodi di factory sono spesso utilizzati in toolkit e framework, dove il codice delle librerie necessita di poter creare oggetti il cui tipo è implementato nelle sottoclassi delle applicazioni che utilizzano il framework. Essi sono, inoltre, utilizzati nel Test Driven Development per porre le classi sotto test. Se una classe pippo crea un oggetto Paperino che non può essere posto sotto una suite automatica di unit testing (ad esempio perché non può accedere ad una risorsa di produzione cui ha bisogno, come una base dati), allora la creazione dell'oggetto Paperino è posta nella funzione virtuale del factory createPaperino nella classe pippo. Per il test, TestPippo (una sottoclasse di pippo) può essere creata, con il metodo createPaperino ridefinito per creare e restituire un oggetto di FakePaperino, un oggetto di mock-up. Gli unit test possono, quindi, usare TestPippo per testare le funzionalità di pippo senza incorrere negli effetti collaterali dati dall'uso dell'oggetto reale Paperino.

## Esempi di implementazione

### Java
Un gioco del labirinto può essere giocato in due modi, uno con stanze regolari che sono connesse solo a quelle adiacenti e uno con stanze magiche che possono trasportare i giocatori in stanze casuali lungo tutto il labirinto (questo esempio in Java è simile a quello presente sul libro Design Patterns). Il gioco regolare può usare un modello del tipo:
```
public
 
class
 
MazeGame
 
{

  
public
 
MazeGame
()
 
{

     
Room
 
room1
 
=
 
makeRoom
();

     
Room
 
room2
 
=
 
makeRoom
();

     
room1
.
connect
(
room2
);

     
this
.
addRoom
(
room1
);

     
this
.
addRoom
(
room2
);

  
}

  
protected
 
Room
 
makeRoom
()
 
{

     
return
 
new
 
OrdinaryRoom
();

  
}

}

```

Nel codice summenzionato, il costruttore MazeGame è un template che fornisce della logica comune e fa riferimento al metodo factory makeRoom che incapsula la logica di creazione delle stanza in modo che le stanze possano essere utilizzate nelle sottoclassi. Per implementare l'altra modalità di gioco, infatti, è necessario solo ridefinire makeRoom per l'implementazione delle stanze magiche:
```
public
 
class
 
MagicMazeGame
 
extends
 
MazeGame
 
{

  
@Override

  
protected
 
Room
 
makeRoom
()
 
{

      
return
 
new
 
MagicRoom
();

  
}

}

```

### PHP
Un esempio in PHP è qui riportato:
```
// uso di Factory Method design pattern

interface
 
FabbricaAutomobile
 

{

    
public
 
function
 
costruiscoAuto
(
auto
 
$auto
);

}

interface
 
Auto
 

{

    
public
 
function
 
costruiscoTelaio
();

    
public
 
function
 
costruiscoMotore
();

    
public
 
function
 
costruiscoInterni
();

    
public
 
function
 
assembloAuto
();

    
public
 
function
 
testoAuto
();

}

// uso di Prototype design pattern

abstract
 
class
 
PrototipoAuto

{

    
protected
 
$telaio
;

    
protected
 
$motore
;

    
protected
 
$interni
;

    
protected
 
$assemblato
;

    
protected
 
$test
;

    
abstract
 
function
 
__clone
();

    
abstract
 
function
 
modificaNome
(
$nome
);

}

class
 
FabbricaModello
 
implements
 
FabbricaAutomobile
 

{

    
public
 
function
 
costruiscoAuto
(
auto
 
$auto
)
 
    
{

        
return
 
$auto
;

    
}

}

class
 
Fiat
 
extends
 
PrototipoAuto
 
implements
 
Auto
 

{

    
private
 
$nome
;

    
    
public
 
function
 
__construct
()

    
{

        
$this
->
telaio
 
=
 
0
;

        
$this
->
motore
 
=
 
0
;

        
$this
->
interni
 
=
 
0
;

        
$this
->
assemblato
 
=
 
0
;

        
$this
->
test
 
=
 
0
;

        
$this
->
nome
 
=
 
"Fiat"
;

        
echo
 
"Costruzione 
{
$this
->
nome
}
 iniziata
\n
"
;

    
}

    
    
function
 
__clone
()

    
{

        
echo
 
"Costruzione clone 
{
$this
->
nome
}
 iniziata
\n
"
;

    
}

    
    
public
 
function
 
modificaNome
(
$nome
)

    
{

        
echo
 
"Nome 
{
$this
->
nome
}
 modificato "
;

        
$this
->
nome
 
=
 
$nome
;

        
echo
 
"in 
{
$this
->
nome
}
\n
"
;

        
return
 
$this
;

    
}

    
    
public
 
function
 
costruiscoTelaio
()

    
{

        
echo
 
"Telaio 
{
$this
->
nome
}
 costruito
\n
"
;

        
$this
->
telaio
 
=
 
1
;

        
return
 
$this
;

    
}

    
    
public
 
function
 
costruiscoMotore
()

    
{

        
echo
 
"Motore 
{
$this
->
nome
}
 costruito
\n
"
;

        
$this
->
motore
 
=
 
1
;

        
return
 
$this
;

    
}

    
    
public
 
function
 
costruiscoInterni
()

    
{

        
echo
 
"Interni 
{
$this
->
nome
}
 costruiti
\n
"
;
 
        
$this
->
interni
 
=
 
1
;

        
return
 
$this
;

    
}

    
    
public
 
function
 
assembloAuto
()

    
{

        
echo
 
"
{
$this
->
nome
}
 assemblata
\n
"
;

        
$this
->
assemblato
 
=
 
1
;

        
return
 
$this
;

    
}

    
    
public
 
function
 
testoAuto
()

    
{

        
if
(
$this
->
telaio
 
&&
 
$this
->
motore
 
&&
 
$this
->
interni
 
&&
 
$this
->
assemblato
)

        
{

            
echo
 
"Test 
{
$this
->
nome
}
 superato
\n
"
;

            
$this
->
test
 
=
 
1
;

        
}

        
else

        
{

            
echo
 
"Test 
{
$this
->
nome
}
 non superato
\n
"
;

            
$this
->
test
 
=
 
0
;

        
}

        
        
return
 
$this
;

    
}

}

class
 
Lancia
 
extends
 
PrototipoAuto
 
implements
 
Auto
 

{

    
private
 
$nome
;

    
    
public
 
function
 
__construct
()

    
{

        
$this
->
telaio
 
=
 
0
;

        
$this
->
motore
 
=
 
0
;

        
$this
->
interni
 
=
 
0
;

        
$this
->
assemblato
 
=
 
0
;

        
$this
->
test
 
=
 
0
;

        
$this
->
nome
 
=
 
"Lancia"
;

        
echo
 
"Costruzione 
{
$this
->
nome
}
 iniziata
\n
"
;

    
}

    
    
function
 
__clone
()

    
{

        
    
}

    
    
public
 
function
 
modificaNome
(
$nome
)

    
{

        
return
 
$this
;

    
}

    
    
public
 
function
 
costruiscoTelaio
()

    
{

        
echo
 
"Telaio 
{
$this
->
nome
}
 costruito
\n
"
;

        
$this
->
telaio
 
=
 
1
;

        
return
 
$this
;

    
}

    
    
public
 
function
 
costruiscoMotore
()

    
{

        
echo
 
"Motore 
{
$this
->
nome
}
 acquistato
\n
"
;

        
$this
->
motore
 
=
 
1
;

        
return
 
$this
;

    
}

    
    
public
 
function
 
costruiscoInterni
()

    
{

        
echo
 
"Interni 
{
$this
->
nome
}
 costruiti
\n
"
;
 
        
$this
->
interni
 
=
 
1
;

        
return
 
$this
;

    
}

    
    
public
 
function
 
assembloAuto
()

    
{

        
echo
 
"
{
$this
->
nome
}
 assemblata
\n
"
;

        
$this
->
assemblato
 
=
 
1
;

        
return
 
$this
;

    
}

    
    
public
 
function
 
testoAuto
()

    
{

        
if
(
$this
->
telaio
 
&&
 
$this
->
motore
 
&&
 
$this
->
interni
 
&&
 
$this
->
assemblato
)

        
{

            
echo
 
"Test 
{
$this
->
nome
}
 superato
\n
"
;

            
$this
->
test
 
=
 
1
;

        
}

        
else

        
{

            
echo
 
"Test 
{
$this
->
nome
}
 non superato
\n
"
;

            
$this
->
test
 
=
 
0
;

        
}

        
        
return
 
$this
;

    
}

}

class
 
NuovaAuto

{

    
private
 
$fabbricaModello
;

    
public
 
function
 
__construct
()

    
{

        
$this
->
fabbricaModello
 
=
 
new
 
FabbricaModello
();

        
echo
 
"
\n
--Nuova Fiat usando Factory Method--
\n
"
;

        
$fiat
 
=
 
new
 
Fiat
();

        
$this
->
fabbricaModello
->
costruiscoAuto
(
$fiat
)
->
costruiscoTelaio
()
->
costruiscoMotore
()
->
costruiscoInterni
()
->
assembloAuto
()
->
testoAuto
();

        
echo
 
"
\n
--Nuova Lancia usando Factory Method--
\n
"
;

        
$this
->
fabbricaModello
->
costruiscoAuto
(
new
 
Lancia
())
->
costruiscoTelaio
()
->
costruiscoMotore
()
->
costruiscoInterni
()
->
testoAuto
()
->
assembloAuto
()
->
testoAuto
();

        
echo
 
"
\n
--Nuova Bianchi usando Factory Method e Prototype--
\n
"
;

        
// usando prototype si crea un clone dell'oggetto Fiat, infatti si può eseguire "testAuto" subito dopo "modificaNome"

        
$this
->
fabbricaModello
->
costruiscoAuto
(
clone
 
$fiat
)
->
modificaNome
(
"Bianchi"
)
->
testoAuto
();

    
}

}

$nuoveAuto
 
=
 
new
 
NuovaAuto
();

//Risultato: #quanton81

//--Nuova Fiat usando Factory Method--

//Costruzione Fiat iniziata

//Telaio Fiat costruito

//Motore Fiat costruito

//Interni Fiat costruiti

//Fiat assemblata

//Test Fiat superato

//

//--Nuova Lancia usando Factory Method--

//Costruzione Lancia iniziata

//Telaio Lancia costruito

//Motore Lancia acquistato

//Interni Lancia costruiti

//Test Lancia non superato

//Lancia assemblata

//Test Lancia superato

//

//--Nuova Bianchi usando Factory Method e Prototype--

//Costruzione clone Fiat iniziata

//Nome Fiat modificato in Bianchi

//Test Bianchi superato

```

## Limitazioni
Ci sono tre limitazioni, all'uso di questo metodo. Il primo è relativo al refactoring, gli altri due sono relativi all'estensione di classi.
- La prima limitazione consiste nel fatto che il refactoring di una classe esistente causa il malfunzionamento dei client esistenti.
- La seconda limitazione è dovuta al fatto che, poiché il pattern si basa sull'uso di costruttori privati, la classe non può essere estesa. Ogni sottoclasse dovrebbe invocare il costruttore ereditato, ma non può farlo perché quest'ultimo è privato.
- La terza limitazione è dovuta al fatto che, se estendiamo una classe (ad esempio rendendo il costruttore 'protected'; rischioso ma possibile), le sottoclassi devono precedere la reimplementazione di tutti i metodi di factory con la stessa dichiarazione. La possibilità, fornita da alcuni linguaggi, di usare le classi reflection può, tuttavia, risolvere questo problema.